# Maria Osberg
Maria Augusta Charlotta Osberg, även kallad Maria Wessel, född 6 december 1864 i Sallerup församling, död 17 februari 1940, var en svensk sömmerska, facklig och politisk pionjär. Hon var aktiv inom den socialdemokratiska kvinnorörelsen i Malmö och arbetade för kvinnliga arbetares fackliga organisering.
Hon var en av initiativtagarna till Malmö Kvinnliga Arbetareförbund 1888, och dess ordförande till 1890–1892. Hon var även grundare till dess efterträdare Malmö Kvinnliga Diskussionsklubb 1900. Efter sin flytt till Stockholm 1901 var hon aktiv i Allmänna Kvinnoklubben.

## Biografi
Maria Osbergs mor, Amalia Osberg, dog då dottern var sju år. Fadern, Carl Osberg, var trädgårdsmästare.
Maria Osberg blev sömmerska till yrket och som sådan engagerad i den tidiga arbetarrörelsen i Malmö. I september 1888 var hon delaktig i det möte som kommit till stånd för att bilda en socialdemokratisk förening för kvinnor i staden. Resultatet blev Malmö kvinnliga arbetareförbund, den första i sitt slag i Sverige. Förbundet hade målsättningen att förbättra den ekonomiska, politiska och sociala ställningen för arbetarklassens kvinnor, upplysa dem med hjälp av offentliga möten och föredrag, att bilda kvinnliga fackföreningar då detta var påkallat samt att verka för ett nationellt förbund för de socialdemokratiska kvinnorna. Bland initiativtagarna till mötet fanns Nils Wessel, ordförande för Malmö Socialdemokratiska förening och senare Marias Osbergs sambo. Det skall i Malmö vid denna tid ha funnits många motståndare mot kvinnlig särorganisering inom den lokala socialdemokratin, men Nils Wessel tillhörde inte dessa utan uppmuntrade dem att själva ta kontrollen över sin egen organisation. Kvinnorna själva var noga med att påpeka att de inte hade för avsikt att ägna sig åt särskilda kvinnofrågor (det skulle inte finnas någon kvinnofråga, utan blott en klassfråga), även om de de facto kom att göra det. Vid sidan om den fackliga organiseringen, inte minst av handsksömmerskorna, organiserade förbundet en socialistisk söndagsskola för barn och arrangerade insamlingar genom fester och basarer.
Sommaren 1890 blev Maria Osberg ordförande i förbundet. Händelsen kan tolkas som en seger för den mer anarkistiskt inriktade politik hon stod för i motsats till sin företrädare Elma Sundqvist (sambo och senare maka till tidningen Arbetets redaktör Axel Danielsson). På så vis blev föreningen en del av den större konflikt som härjade i det socialdemokratiska förbundet i Malmö och partiet i dess helhet vid denna tid, där Nils Wessel förespråkade en anarkistisk, mer revolutionär och våldsbejakande, linje och Axel Danielsson en reformistisk och parlamentarisk. Som en markering från Danielsson-falangens sida förhalade den socialdemokratiska föreningens styrelse ett tidigare löfte att betala de böter som utfärdats till Malmö kvinnliga arbetareförbund för olovlig utskänkning vid en danstillställning. När den högsta ansvariga, Maria Osberg, inte kunde betala böter och utskänkningsskatt i tid, tvingades hon från och med den 17 mars 1891 avtjäna ett åtta dagar långt straff i Malmö länsfängelse. Kort därefter utsåg kvinnoföreningen Nils Wessel som sitt ombud till den förestående socialdemokratiska partikongressen i Norrköping, där partiets framtida hållning till anarkistiska metoder förväntades avgöras. Dock var kvinnornas motivering till valet att Nils Wessel förespråkade kvinnlig likställighet med mannen. Axel Danielsson avslutade denna polemik i Arbetet med att förklara att han hellre ville ”slås med en legion djäflar än med anarkistfruntimmerna inom Malmö hank och stör”.
Det är oklart vilka de exakta anledningarna var, men under denna tid av svåra konflikter sjönk medlemstalet i förbundet drastiskt och inom ett par år upphörde dess verksamhet. När den nya Malmö kvinnliga diskussionsklubb bildades 1900 fanns Maria Osberg dock åter bland initiativtagarna. Emellertid flyttade hon redan året därpå till Stockholm, där hon kom att engagera sig i den allmänna kvinnoklubben.
Maria Osberg och Nils Wessel gifte sig aldrig. De fick 1894 en dotter, Jessie, som senare blev skådespelare. Både Maria Osberg och Nils Wessel dog 1940. De är begravda tillsammans på Bromma kyrkogård.